# Theodor Bäuerle
Theodor Bäuerle (* 16. Juni 1882 in Unterurbach; † 29. Mai 1956 in Stuttgart) war ein deutscher Pädagoge, Verwaltungsbeamter und Politiker.

## Leben und Beruf
Theodor Bäuerle wurde am 16. Juni 1882 als Sohn eines Sattlermeisters in Unterurbach geboren. Nach dem Besuch der Volksschule in seiner Heimatgemeinde und dem Besuch der Lateinschule in Schorndorf absolvierte er seit 1896 das evangelische Volksschullehrerseminar in Esslingen, das er 1901 mit der ersten Dienstprüfung abschloss. Anschließend wurde er als Lehrer an der Lerchenrainschule in Heslach beschäftigt. Er arbeitete seit 1904 als Seminarlehrer am evangelischen Lehrerseminar in Nürtingen, bestand dort 1907 die zweite Dienstprüfung und war seit 1908 als Volksschullehrer in Stuttgart tätig. Daneben unternahm er zahlreiche Studienreisen durch Deutschland. Nachdem er 1910 die Hochschulreife per Stipendium erhalten hatte, studierte er 1911/12 Nationalökonomie, Sozialwissenschaften und Philosophie an der Akademie für Sozial- und Handelswissenschaften in Frankfurt am Main. Im Anschluss war er als Seminaroberlehrer und Leiter der Seminarübungsschule am Lehrerseminar in Backnang tätig. Bäuerle hatte Militärdienst als Einjährig-Freiwilliger geleistet, nahm von 1914 bis 1918 als Soldat am Ersten Weltkrieg teil und wurde zunächst als Kompanieführer eingesetzt. Im August 1915 erlitt er an der Ostfront eine schwere Verwundung durch einen Kopfschuss. In der Folge versetzte man ihn als Aufklärungsoffizier nach Ludwigsburg.
Bäuerle, der sich zeitlebens mit Reformen im Volkshochschulwesen beschäftigte, war seit 1918 Geschäftsführer des Vereins zur Förderung der Volksbildung in Stuttgart und gleichzeitig seit 1919 zusammen mit dem jüdischen Musikwissenschaftler Karl Adler Geschäftsführer des Vereins zur Förderung der Begabten. Er war Initiator und Gründungsmitglied des Hohenrodter Bundes, einem Gesprächskreis der sich in der Weimarer Zeit um Grundfragen und Theorieentwicklung in der Volksbildung bemühte.

Nach 1933 arrangierte er sich zunächst mit den Nationalsozialisten und konnte so seine Tätigkeit fortsetzen. 1936 wurden die Vereine dennoch zwangsaufgelöst. Anschließend wirkte er als Geschäftsführer der Markelstiftung und der Bosch-Jugendhilfe. Im Juni 1942 wurde er von der Gestapo festgenommen, kurz darauf aber auf Betreiben von Gottlob Berger wieder aus der Haft entlassen. Nach dem gescheiterten Attentat vom 20. Juli 1944 wurde er aufgrund seiner Kontakte zur Widerstandsgruppe um Carl Friedrich Goerdeler erneut verhaftet, mehrfach verhört und nach zwölf Tagen wieder freigelassen.
Nach dem Zweiten Weltkrieg wurde Bäuerle von der französischen Besatzungsmacht als Stellvertreter von Carlo Schmid zum stellvertretenden Landesdirektor in der Kultusdirektion ernannt. Kurz darauf erhielt er die Ernennung zum Ministerialdirektor. Außerdem war er Vorsitzender der Arbeitsgemeinschaft Der Bürger im Staat und Präsident des Deutschen Volkshochschulverbandes. Theodor Bäuerle, der seit Anfang der 1930er-Jahre an einer Diabeteserkrankung litt, starb am 29. Mai 1956 in einem Stuttgarter Krankenhaus.
Theodor Bäuerle war seit 1908 mit Klara Gerlach verheiratet. Aus der Ehe gingen drei Töchter und ein Sohn hervor.

## Politik
Bäuerle, der während der Zeit der Weimarer Republik der DDP nahestand, übernahm nach dem Rücktritt von Wilhelm Simpfendörfer zunächst die kommissarische Leitung des Kultministeriums und wurde am 21. August 1947 als Minister für Kultus und Unterricht in die von Ministerpräsident Reinhold Maier geführte Regierung des Landes Württemberg-Baden berufen. Während seiner Amtszeit förderte er die Wiedereinstellung von pensionierten Lehrern und Hilfslehrern, um dem Lehrkräftemangel begegnen zu können. Weiterhin versuchte er vergeblich an die alten Formen der Volksbildung der Weimarer Zeit anzuknüpfen. Am 11. Januar 1951 schied er aus der Landesregierung aus und wurde als Minister von Gotthilf Schenkel abgelöst.

## Ehrungen
- 1932: Ehrensenator der Eberhard Karls Universität Tübingen
- 1951: Ehrendoktorwürde (Dr. e. h.) der Technischen Hochschule Stuttgart
- 1952: Ehrendoktorwürde (Dr. phil. h. c.) der Eberhard Karls Universität Tübingen
- 1952: Großes Bundesverdienstkreuz mit Stern der Bundesrepublik Deutschland
- Theodor-Bäuerle-Weg in Urbach